# Nouantogloui
Nouantogloui est un poste militaire colonial fondé en Côte d'Ivoire en juillet 1899 par Georges Mangin et Alfred Louis Woelffel.

## Histoire
Georges Mangin et Alfred Louis Woelffel fondent le poste le 24 juillet 1899 après avoir visité en mars de la même année le village de Doué. Au même moment, la mission Hostains d'Ollone, venant de la Côte d'Ivoire, fondait Fort-Binger dans le Sud, sur le Cavally. Le poste est rapidement abandonné au profit du second poste. 
Le poste était situé sur le N'zo, au sud de Man. La ville de Bangolo s'est développée à partir du poste. 